# Palomino

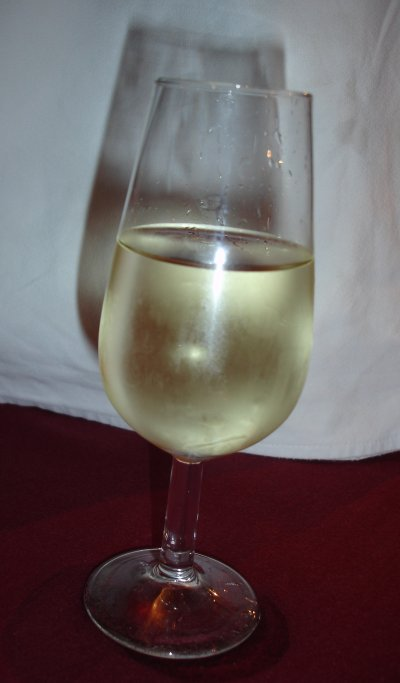
El jerez es un vino andaluz realizado sobre todo con esta variedad.

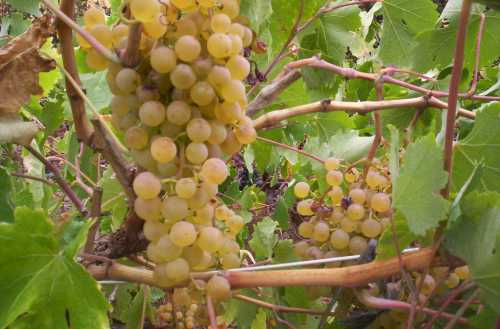
Racimo de uvas de la variedad palomino en Tenerife, España.

La palomino, también conocida como listán, es una variedad de vid (Vitis vinifera) blanca, la cuarta de más extensión de cultivo en España. Muy extendida internacionalmente, tiene muchas otras denominaciones.
Con ella se producen los vinos jerez y manzanilla.

## Viticultura
Es una variedad de brotación y maduración tardía. Tiene una buena productividad. Es sensible al oídio y a la botrytis. Así mismo, es muy resistente a la sequía. Los racimos son grandes y con forma piramidal. Las uvas son esféricas aunque irregulares, de tamaño mediano y de un color verde-amarillento.
Su tronco retorcido y tortuoso, presenta una corteza gruesa y áspera que se desprende en tiras longitudinales. Las ramas jóvenes, denominadas sarmientos, son flexibles y muy engrosadas en los nudos; alternando sobre ellas se disponen las hojas, grandes, palmeadas y muy lobuladas y a la vez están dentadas, se las suele llamar pámpanas. Los zarcillos salen enfrente de las hojas y se enroscan y endurecen en cuanto encuentran soporte.

## Regiones
Destaca en la producción del vino de Jerez. Se cultiva ampliamente en la región de Cádiz, en la zona formada por Jerez de la Frontera, El Puerto de Santa María, Sanlúcar de Barrameda, Chiclana de la Frontera y Trebujena, donde representa el 95% del viñedo. Está admitido su uso, como variedad complementaria, en vinos de otras procedencias, como el «Vino de Calidad de la Tierra del Vino de Zamora», «Vino de Calidad de Tierra de León» , y otras.
Según la normativa, es una variedad recomendada para la comunidad autónoma de Andalucía  (donde es conocida como listán, palomino y palomino fino). Además, es una variedad autorizada en las siguientes comunidades autónomas: Canarias (donde es conocida como listán blanco) Cantabria, Castilla y León y en Galicia. Destaca sobre todo en Jerez, pero se encuentra presente en otras denominaciones de origen: Abona, Bierzo, Condado de Huelva, Cigales, Gran Canaria, La Palma, Lanzarote, Ribeira Sacra, Ribeiro, Rueda, Tacoronte-Acentejo, Valdeorras, Valle de Güímar, Valle de la Orotava e Ycoden-Daute-Isora.
En 2015 el Centro Andaluz de Investigaciones Vitivinícolas (CAIV) publicó un estudio que demostraba que esta vid es especialmente resistente a los problemas derivados del cambio climático.

## Vinos
Con ella se elaboran distintos vinos de Jerez fortificados: los vinos secos, como son el fino, el amontillado, el oloroso y palo cortado y los vinos fortificados licorosos (con cierto dulzor, por tener una cantidad de azúcares superior a los 5 g/l). Estos vinos licorosos son clasificados como “Pale Cream”, “Medium” y “Cream”. El vino dulce natural jerezano, en cambio, se elaboran con el mosto de las variedades Pedro ximénez y Moscatel.
El vino Manzanilla, de la denominación de origen (DO) Manzanilla, en Sanlúcar de Barrameda, se produce con la variedad Palomino. La Manzanilla es un vino pálido, brillante, de tono amarillo ambarino claro. Es un vino seco y cuenta un aroma intenso y floral.

## Sinónimos
La palomino es conocida por sinónimos como alban, albar, albilla, albilla de Lucena, antillana, assario,	assario do Alentejo, bayoud, bayoud merseguera, blanc d'Algerie, blanc d'Anjou, blanc de Bordeaux, blanc leroy, blanca castellana, blanca extra, blanco jerez, chasselas de Jesús, cherin blanc, chering blanc, conil, diagalves, doradillo, dorado, el bayoudh, faranah, fransdruif, gencibel, genciber, gencibera, gencibiera, golden, chasselas, grenade, grillo, guignard de saintours 1, horgazuela, jerez, jerez de la frontera, jerez dorado, jerez fina, jerez fino, jerezana, katalon letnii, katalon zimnij, abrusco, lacet, lairenes vertes, laket, lista blanco, listán, listán blanc, listán blanca, listán blanco, listán blanco de Canarias, listán común, listán de drinada, listán de drinado, listán ladrenado, listán laeren, listán letnii, listán tardif, listán white french, listao, listao de Madeira, listrao, malvasia rei, malvazia, malvazia rei, mantuo de pilyas, manzanilla, manzanilla de Sanlúcar, merseguera, motril, mourisco, neiran d'alle, ojo de liebre, olho de lebre, orcaculo	orgazuela, palomilla, palomillo, palomina, palomina blanca, palomina blanche, palomino, palomino 84, palomino basto, palomino de Chipiona, palomino de Jerez, palomino del pinchito, palomino fino de Xeres, palomino listan	palomino peluson, palominos, palote, paulo, perola do alentejo, perrum, point noir, polomino, punchi neri, qis katalonu, sardoa portalegre, seminario, temprana, temprana blanca, tempranas blancas, tempranas blanches, tempranilla, tempranilla blanca listán, tempranillo de Granada, tempranillo de Grenada, temprano, useiran d'alle, verdalou, white french, white french fransdruif, winter catalon, xeres,	xerez y	zarcillada.